# Wielkie Chełmy
Wielkie Chełmy (kaszub. Dużé Chełmë, dawniej Cholmiey wielki) – wieś kaszubska w Polsce położona w województwie pomorskim, w powiecie chojnickim, w gminie Brusy przy drodze wojewódzkiej nr 236.
W latach 1975–1998 miejscowość administracyjnie należała do województwa bydgoskiego.
We wsi znajduje się piętrowy pałac neogotycki, zbudowany w latach 1852–1853 przez rodzinę Sikorskich w miejsce poprzedniego dworu drewnianego rodziny Jezierskich z końca XVIII wieku. Obecny kształt uzyskał w latach 1908–1909, w narożach został wsparty przyporami w kształcie wieżyczek. Zachował się częściowo park pałacowy z cennym starodrzewem (obecnie około 20 drzew to pomniki przyrody).